# Skårup Sogn
Skårup Sogn ist eine Kirchspielsgemeinde (dän.: Sogn)
auf der Insel Fyn (dt.: Fünen) im südlichen Dänemark.
Bis 1970 gehörte sie zur Harde Sunds Herred im damaligen Svendborg Amt, danach zur Svendborg Kommune im
Fyns Amt, die im Zuge der  Kommunalreform zum 1. Januar 2007 in der
„neuen“
Svendborg Kommune in der Region Syddanmark aufgegangen ist.
Im Kirchspiel leben 2808 Einwohner, davon 1811 im Kirchdorf (Stand: 1. Januar 2023).
Im Kirchspiel liegt die Kirche „Skårup Kirke“.
Nachbargemeinden sind im Westen Tved Sogn und Fredens Sogn, im Norden Brudager Sogn und im Osten Vejstrup Sogn.

## Persönlichkeiten
- Hans Eiler Pedersen (1890–1971), Turner